# 목

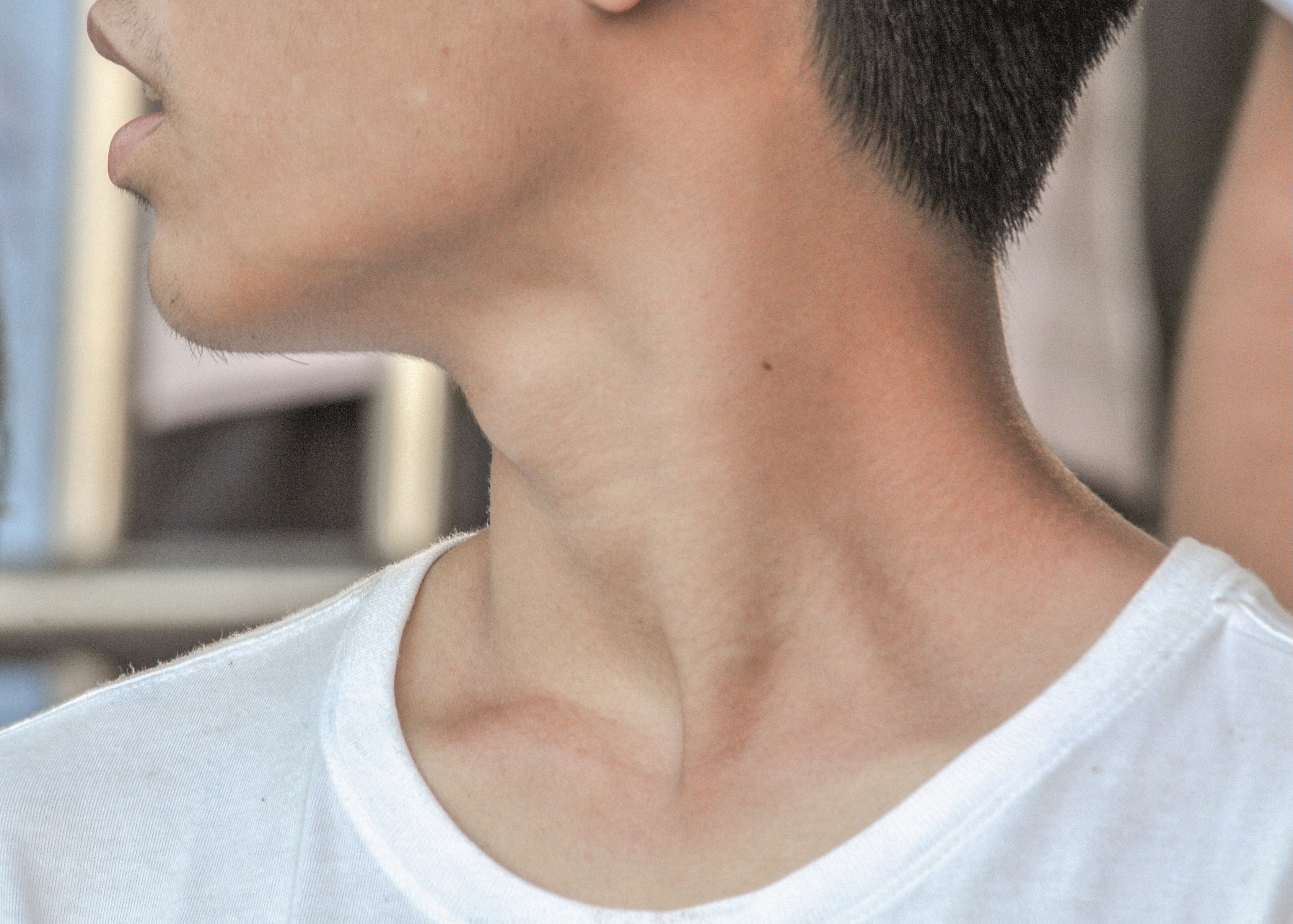
남자의 목

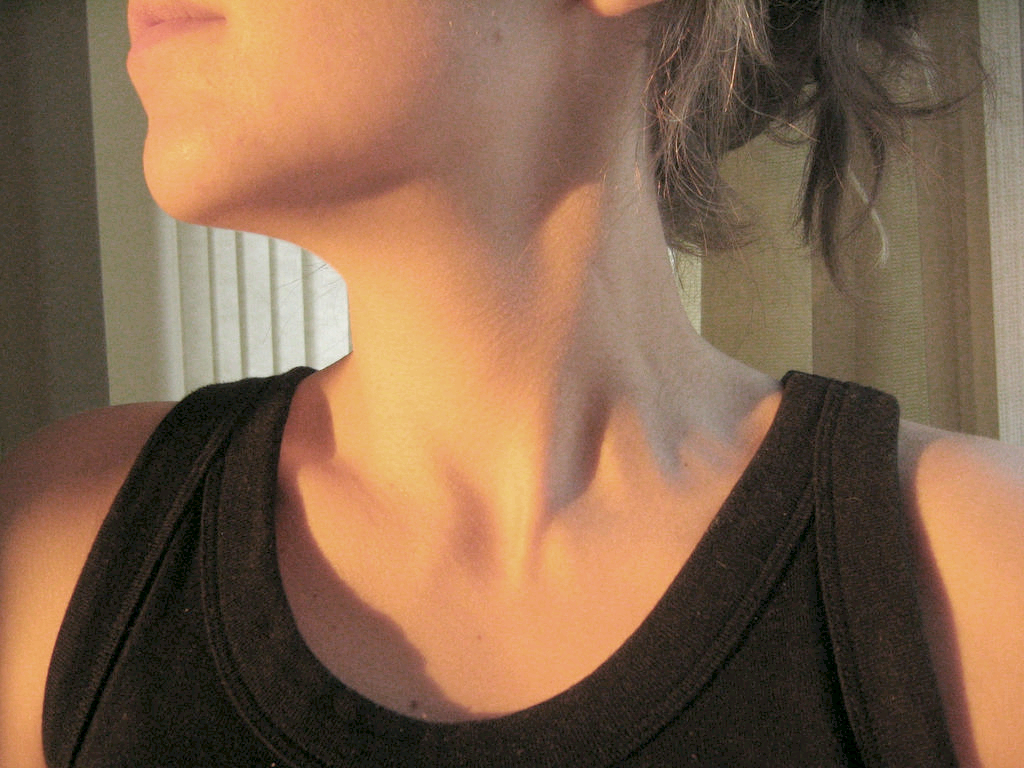
여자의 목

목은 척추동물의 머리와 몸통을 연결하는 부위이다. 목은 얼굴이 위, 아래, 오른쪽, 왼쪽 등을 향하도록 돌릴 수 있는 부위이다. 목의 앞쪽은 멱이라고 부른다. 식도, 기도 등이 지나간다.
목은 머리와 몸통을 연결하는 많은 척추동물의 신체 일부이다. 목은 머리의 무게를 지탱하고 감각 및 운동 정보를 뇌에서 신체의 나머지 부분으로 전달하는 신경을 보호한다. 또한 목은 매우 유연하여 머리가 모든 방향으로 회전하고 구부러질 수 있다. 인간의 목 구조는 해부학적으로 척추, 내장, 2개의 혈관 구획의 4개 구획으로 분류된다. 이 구획 내에서 목에는 경추와 척수의 경부 부분, 호흡기 및 소화관의 상부, 내분비선, 신경, 동맥 및 정맥이 들어 있다.
해부학에서 목의 라틴어 이름은 cervix 또는 collum이다. 그러나 문맥상 단독으로 사용될 경우 cervix라는 단어는 자궁의 목인 자궁경부를 가리키는 경우가 더 많다. 따라서 형용사 자궁경부(cervical)는 목(경부 척추 또는 경부 림프절에서와 같이) 또는 자궁 경부(경부 캡 또는 자궁경부암에서와 같이)를 나타낼 수 있다.

## 중요 기관
목에 위치한 중요 기관은 후두, 기도, 식도, 갑상샘, 많은 혈관, 신경, 림프조직 등이다.  한편, 좁은 의미의 목은 여러 가지 기관들을 제외한 근육, 혈관, 신경, 림프조직으로 이루어진 구조를 뜻한다.

## 같이 보기
- 목구멍
- 후두융기

## 다른 동물
목은 가장 초기의 네발동물 화석 중 일부에서 나타나며, 제공된 기능으로 인해 모든 육지 척추동물뿐만 아니라 바다에 적응한 거북이, 물개, 펭귄과 같은 네발동물에서도 목이 유지된다. 고래나 돌고래처럼 외부의 물리적 표현이 이차적으로 손실된 경우에도 어느 정도의 유연성이 유지된다. 곤충들 사이에서도 형태학적으로 기능하는 목이 나타난다. 많은 생물이 육상 또는 네발동물과 유사한 생활 스테이션을 갖고 있거나 추가적인 유연성을 활용할 수 있기 때문에 물고기와 수생 절지동물에서는 이 물질이 없다는 점은 주목할 만하다.